# Alkupis (přítok Minije)
Alkupis je říčka na západě Litvy (Telšiaiský kraj) v Žemaitsku na Žemaitijské vysočině. Pramení 1 km na jih od vsi Kungiai, okres Rietavas. Je dlouhá 3,6 km. Řeka teče směrem západním. Protéká městem Daugėdai, ve kterém je řeka přehrazena – tvoří zde Daugėdský rybník. (2 km na jih od města je ještě Daugėdské jezero). Do řeky Minija se vlévá 2 km na západoseverozápad od města Daugėdai jako její levý přítok 160,1 km od jejího ústí do Atmaty.

## Přítok
- Pravý: Kunigiaupis (délka 6,3 km, vlévá se 0,9 km od ústí)